# Juan Carlos Onganía
Juan Carlos Onganía (Marcos Paz, Buenos Aires 17 de marzo de 1914 - Ciudad de Buenos Aires, 8 de junio de 1995) fue un militar y dictador argentino que ejerció como presidente de facto de la Argentina desde su investidura el 29 de junio de 1966 hasta su derrocamiento el 8 de junio de 1970, durante la primera etapa de la dictadura cívico-militar autodenominada «Revolución Argentina». También fue comandante en jefe del Ejército desde su designación el 22 de septiembre de 1962 hasta su pase a retiro el 25 de noviembre de 1965.
Onganía fue el líder del bando azul, uno de los dos bandos en que se dividieron las Fuerzas Armadas argentinas luego del golpe de 1955 que derrocó, prohibió y persiguió al peronismo. El gobierno de Onganía se caracterizó por ser el único en la historia argentina que disolvió los partidos políticos y por ser el primero que tuvo carácter permanente bajo la forma del Estado burocrático-autoritario.
Fue relevado por la Junta de Comandantes en Jefe de las Fuerzas Armadas, integrada por el teniente general Alejandro Agustín Lanusse, el almirante Pedro Alberto José Gnavi y el brigadier Carlos Alberto Rey, que asumió el gobierno el 8 de junio de 1970 y resolvió designar presidente al general de brigada Roberto Marcelo Levingston.

## Primeros años
Sus padres, Carlos Luis Onganía y Sara Rosa Carballo, se dedicaban a las tareas agrícolas y atendían un pequeño almacén.
Ingresó al Colegio Militar de la Nación en 1931, del cual egresó en 1934 como subteniente del arma de caballería. En 1937 contrajo matrimonio con María Emilia Green Urien (1915-1990), hija de Enrique Zacarías Green y Emilia Micaela Urien.

## Carrera militar
Cuando sucedió la Revolución del 4 de junio de 1943 era teniente primero y prestaba servicio en el Regimiento 8 de Caballería (RC8) que marchó desde Campo de Mayo hasta la Casa de Gobierno en Capital Federal, bajo el mando del general de división Arturo Rawson.
El historiador Robert Potash lo describió en esos años del siguiente modo:

...no era un hombre de ideas; su comprensión de los asuntos públicos derivaba de su experiencia como Comandante militar, no de lecturas amplias. Como subalterno, había mostrado más interés en trabajar con las tropas y en jugar al polo que en el estudio; y aunque había sido elegido para asistir a la Escuela Superior de Guerra, no completó el curso de oficial para el Estado Mayor.

Tuvo una carrera poco destacada pero eficiente hasta 1959, cuando fue ascendido al rango de general de brigada. Identificado con el sector "legalista", fue designado comandante de la Primera División Blindada con asiento en la guarnición de Campo de Mayo, la más poderosa del Ejército. El general Rosendo Fraga lo nombró subdirector de la Escuela Superior de Guerra. Desde allí presenció el golpe de Estado del 28 de marzo de 1962 contra el presidente Arturo Frondizi. Gozaba de cierto prestigio en el bando "azul". En los sucesos del 22 de septiembre de 1962, el presidente José María Guido lo nombró comandante en jefe del Ejército, relevando al general de brigada Juan Carlos Lorio.

### El ascenso a comandante del Ejército
Durante el Gobierno de facto de José María Guido, las Fuerzas Armadas argentinas se enfrentaron en dos facciones por la posición a tomar respecto del peronismo en el marco de las nuevas políticas adoptadas. Los «azules» —autodenominados «legalistas» y apoyados por el desarrollismo— proponían un peronismo sin Perón, y denominaron a sus opositores como «colorados». Estos —integrados por los liberales y exfuncionarios de la «Revolución Libertadora»— consideraban al peronismo un movimiento clasista afín al comunismo y que debía ser erradicado. El teniente general Onganía era uno de los líderes de la facción «azul».
El triunfo de los azules llevó al nombramiento de Onganía como comandante en jefe del Ejército el día 22 de septiembre de 1962, aunque ya los principios originales de cada una de las facciones se fueron diluyendo. Al asumir la Presidencia Arturo Umberto Illia, Onganía decidió pasar a un segundo plano.
En 1962 el sector "azul" introdujo la doctrina de seguridad nacional de Estados Unidos, desplazando (aunque no suprimiendo) la doctrina de la guerra revolucionaria de Francia. La doctrina llamaba a la lucha contra el "comunismo internacional" que operaba contra los países del bloque occidental por medio de la guerrilla (al estilo de la Revolución cubana). Así, las fuerzas militares estaban llamadas a la lucha anticomunista.
Su gestión al frente de la fuerza impulsó una reestructuración racionalizando la estructura para optimizar los medios disponibles. El viejo esquema de ejércitos, divisiones y regimientos fue sustituido por uno de cuerpos de ejército, brigadas y batallones. De esta manera, la rama terrestre quedaba dividida en cinco cuerpos de ejército bajo el mando del Comando en Jefe.
En 1964 pronunció un conocido discurso en la Quinta Conferencia de jefes de Estado Mayor de los Ejércitos Americanos celebrada en la Academia Militar de West Point, EE. UU, dejó claro públicamente la adopción de la doctrina de la seguridad nacional. Su discurso, posiblemente redactado por el general "azul" Osiris Villegas, bajo una línea distinta a la política del secretario de guerra Ignacio Ávalos. Su pésima relación con Ávalos terminó con la renuncia de este en finales de 1965.
En disconformidad con el nombramiento por el presidente Illia del general de brigada Eduardo Rómulo Castro Sánchez como secretario de guerra (su preferido era su amigo el general de brigada Héctor Repetto), un general más moderno que él, presentó su renuncia como comandante en jefe y pidió el retiro el 22 de noviembre de 1965. Fue reemplazado por el general de brigada Pascual Pistarini.

### El golpe de Estado
A raíz de la insatisfacción de sectores exteriores, la prensa, y grandes empresas con la política nacionalista y socialdemócrata de este, y a la decisión de Illia de revocar la proscripción del peronismo, fue derrocado por un golpe de Estado que se autodenominó Revolución Argentina, encabezado por los titulares de las tres Fuerzas Armadas —el teniente general Pascual Ángel Pistarini (Ejército), el brigadier general Adolfo Álvarez (Fuerza Aérea) y el almirante Benigno Ignacio Varela (Armada)— y que designó a Onganía como presidente.

## Dictadura

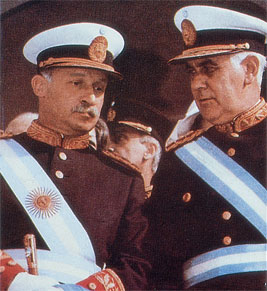
El presidente de facto Juan Carlos Onganía junto a Alejandro Agustín Lanusse, futuro presidente.

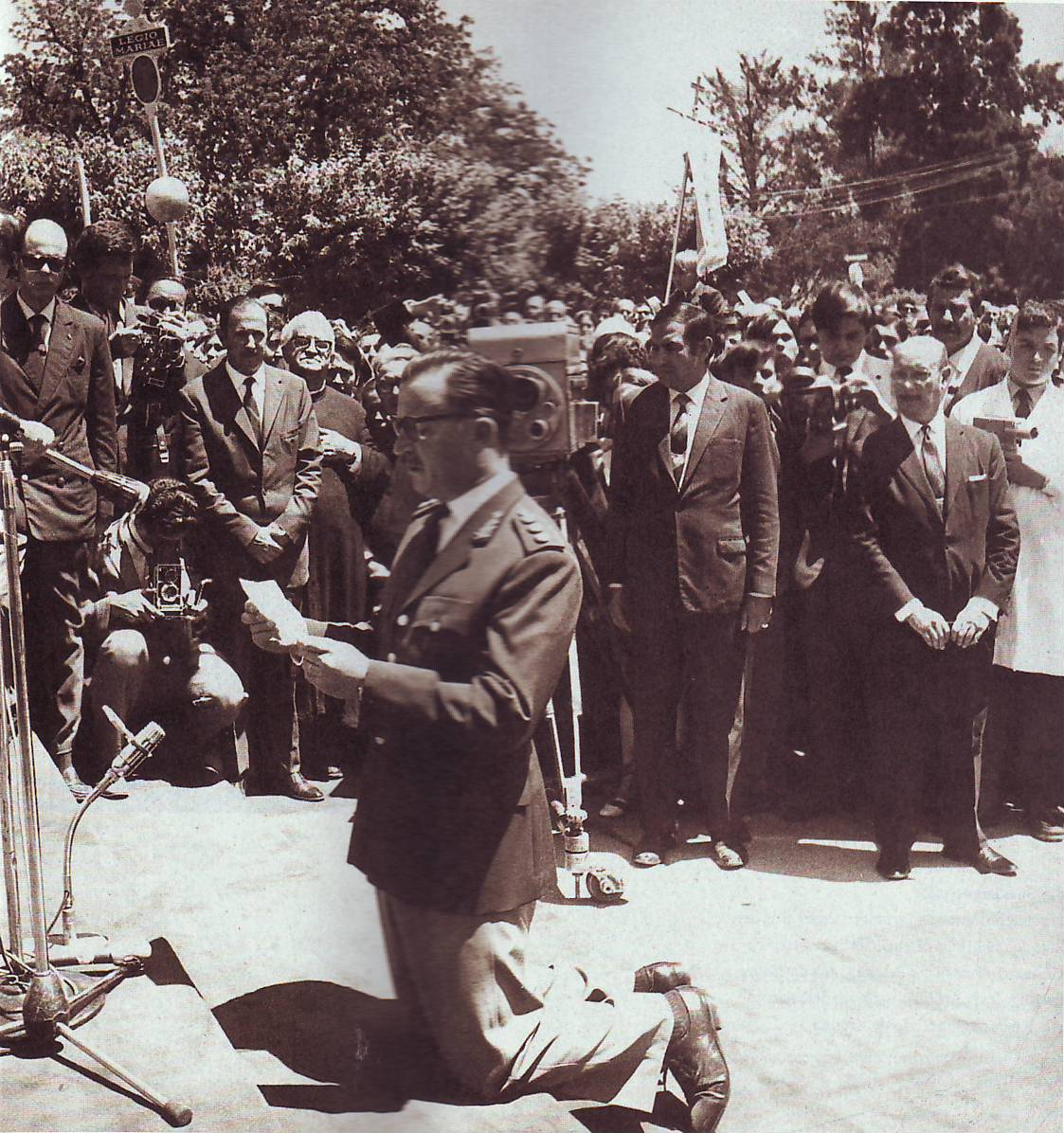
Onganía rezando una plegaria durante un acto en Luján, 1969.

Luego del golpe, recién asumido como dictador con el título de presidente, comunicaba a la población:

Argentinos, he asumido el cargo de Presidente de la Nación que las Fuerzas Armadas han coincidido en conferirme, con brevedad de la circunstancia nacional que nos impone obligaciones inexcusables. Acepto ésta responsabilidad excepcional persuadido de que es menester producir en la República un cambio fundamental, una verdadera revolución que devuelva a nuestros argentinos su fe, su confianza y su orgullo.

Onganía era el líder del sector "Azul" (profesionalista) de los militares, de tendencia católica cursillista y corporativista, radicalmente anticomunista y moderadamente antiperonista, opuesto al sector "Colorado", radicalmente antiperonista, al que había derrotado en el cruento enfrentamiento entre Azules y Colorados de 1962 y 1963. Parte de su plan era integrar al Estado a un sindicalismo despolitizado, implementando una ideología que denominaba "participacionista". Dentro de su gobierno interactuaban competitivamente el ala liberal (Krieger Vasena) y el ala nacionalista (Salimei, Guevara, San Sebastián). Durante el gobierno del general de brigada Roberto Marcelo Levingston predominaría el desarrollismo, mientras que el gobierno del general de división Alejandro Agustín Lanusse estaría orientado principalmente por el ala liberal. A todos los unía el antiperonismo -sobre todo si era liderado por Perón- y el anticomunismo.

### Política económica
Onganía inicialmente nombró como su ministro de economía al demócrata-cristiano Jorge Néstor Salimei, aunque dentro de gobierno coexistían otras corrientes políticas (nacionalistas y liberales) pero el 3 de enero de 1967 lo reemplazó  por el economista liberal Adalbert Krieger Vasena, quien revocó las medidas de nacionalización y control de capitales, y contuvo la inflación congelando los salarios y devaluando un 40% la moneda nacional. Se alejó, sin embargo, de la ortodoxia liberal afrontando obras públicas, con lo que mantuvo el ritmo de la actividad industrial. La participación de los salarios en la renta nacional estuvo cercana al 43% durante el período 1967-1969. Las exportaciones se mantuvieron altas, pero el sector industrial se vio perjudicado por la devaluación y por el aumento de los porcentajes de retención a las exportaciones, así como por la supresión de las medidas de protección. Durante su presidencia se sancionó el Decreto-Ley 18.188/1969 que creó una nueva moneda para el país, En lo laboral se sancionó una ley de arbitraje obligatorio, que condicionó la posibilidad de hacer huelga.
Durante su gobierno desarrolló la teoría de la necesidad de atender primero el 'tiempo económico' sobre el 'tiempo social' y el 'tiempo político'. Onganía intentó mantener la participación de los distintos sectores del país en su gobierno mediante la formación de comités consultivos en áreas específicas de la política agraria, industrial y económica. Esta medida recibió fuertes críticas de los sectores más conservadores del Ejército; sumado al disenso entre los generales, el asesinato del teniente general Pedro Eugenio Aramburu en 1970 terminó con los días de Onganía frente al Poder Ejecutivo.

### Represión interna
La política "antisubversiva" de Onganía modificó la legislación de defensa, permitiendo el empleo de fuerzas militares en la represión interna, militarizando las ciudades con la creación de "zonas de emergencia". La "subversión" ya no era solo el "comunismo internacional" sino el peronismo. La serie de alzamientos populares (los conocidos "azos") en los centros urbanos (Córdoba, Rosario, Tucumán, etc.), protagonizados por el movimiento obrero y estudiantil, confirmaba las enseñanzas de la doctrina francesa, basada en la experiencia en Argelia.
Bajo su gobierno comenzó la lucha armada con la creación de las organizaciones político-militares, basadas en operativos de guerrilla urbana. La única experiencia en el ámbito rural fracasó: en 1968 la Gendarmería destruyó el campamento de Fuerzas Armadas Peronistas (FAP) en Taco Ralo, provincia de Tucumán. Así, en 1970 surgió Ejército Revolucionario del Pueblo (ERP) y Montoneros. El 1 de junio de 1970 "ajusticiaron" al teniente general Pedro Eugenio Aramburu, lo cual determinó la caída de Onganía.

### La Noche de los Bastones Largos
Un mes después del golpe de Estado, las universidades públicas argentinas estaban entonces organizadas de acuerdo a los principios de la Reforma Universitaria, que establecían la autonomía universitaria del poder político y el cogobierno tripartito de estudiantes, docentes y graduados.
El estallido ocurrió el 29 de julio de 1966 cuando estudiantes y docentes manifestaban en la Universidad, en contra de un intento por parte del nuevo gobierno de facto, de revocar la reforma universitaria. La represión fue particularmente violenta en las facultades de Ciencias Exactas y Naturales y de Filosofía y Letras de la Universidad de Buenos Aires. 
La policía tenía órdenes de reprimir duramente. El nombre proviene de los bastones largos usados por la policía para golpear con dureza a las autoridades universitarias, los estudiantes, los profesores y los graduados, cuando los hicieron pasar por una doble fila al salir de los edificios, luego de ser detenidos. 
Fueron detenidas 400 personas y destruidos laboratorios y bibliotecas universitarias. Como resultado de esta política represiva, cientos de científicos e investigadores se exiliaron, lo que constituyó una significativa "fuga de cerebros".

### Censura artística
El gobierno de Onganía prohibió las representaciones del ballet El mandarín maravilloso de Béla Bartók, de La consagración de la primavera de Ígor Stravinsky y posteriormente el estreno argentino en el Teatro Colón de la ópera Bomarzo de Alberto Ginastera y Manuel Mujica Lainez, que venía de estrenarse en Washington. La censura se extendió al cine con la prohibición de Blow Up de Michelangelo Antonioni y de espectáculos teatrales en el Instituto Di Tella entre otros.

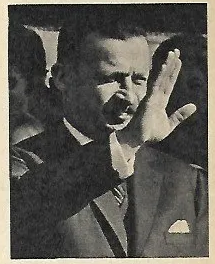
Ongania en 1969. Revista Panorama.

### El Cordobazo
El 29 de mayo de 1969 ocurrió en la ciudad industrial de Córdoba uno de los mayores levantamientos populares de masas de toda la historia argentina denominado como el Cordobazo.
El estallido tuvo como antecedentes otras grandes movilizaciones estudiantiles, en algunos casos acompañadas por obreros, en Corrientes, Tucumán y Rosario. Todas ellas reprimidas con gran violencia por la dictadura militar, en la que ya habían muerto dos estudiantes. Para el día 30 de mayo, los integrantes de la CGT combativa de Córdoba, encabezada por Agustín Tosco, había convocado un paro general en toda la nación. El gobierno militar estableció el toque de queda en Rosario y Córdoba. Los puntos de la convocatoria fueron:  
- Repudio a los asesinatos de la dictadura y en homenaje a las víctimas.
- Aumento general de salarios del 40 %.
- Funcionamiento de las comisiones paritarias para renovar los convenios colectivos.
- Defensa de las fuentes de trabajo.
- Establecimiento de las libertades democráticas y sindicales.

Ya desde el 28 de mayo el clima de efervescencia había motivado un inmenso despliegue policial en toda la capital cordobesa. Pero el 29, por iniciativa de Tosco, secretario general del gremio de Luz y Fuerza, se resolvió un paro activo: los obreros dejaron sus puestos de trabajo y marcharon al centro de la ciudad. A los de Luz y Fuerza se unieron miles de trabajadores que provenían de grandes fábricas metalúrgicas, como Renault, FIAT, Perkins y otras. También columnas numerosas de estudiantes universitarios.  Estas columnas de obreros y estudiantes hicieron retroceder a los destacamentos policiales y tomaron el control del centro de la ciudad, algunos barrios y las principales radios y comisarías barriales. A las cinco de la tarde, el Ejército se hace cargo de la situación y reprime violentamente a los ciudadanos. Los tanques del Ejército, aviones y diversos batallones de Gendarmería se despliegan por la ciudad, disparando armas de fuego contra los manifestantes, contra techos y viviendas. En respuesta, y a pesar del toque de queda y del despliegue militar, la resistencia popular incendió el casino de suboficiales de la Aeronáutica y se atacaron comisarías y puestos policiales. Aparecen francotiradores en los techos de los edificios más altos: sus balas se llevan también un número indeterminado de miembros de las fuerzas policiales y militares. Finalmente, durante la noche el Ejército logra controlar la capital de Córdoba.   
En las capitales de todas las provincias argentinas se habían efectuado, también, manifestaciones y concentraciones. La sucesión de revueltas populares, obreras y estudiantiles, son consideradas por algunos historiadores como la verdadera causa de la posterior caída del gobierno de Juan Carlos Onganía.

### Últimos años de gobierno

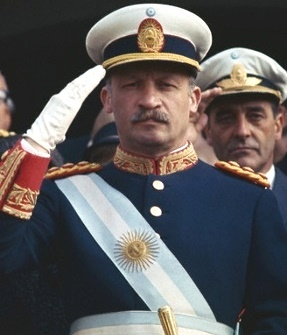
Venia (saludo marcial) de Onganía.

En junio de 1969 renunció el gabinete en pleno. El nuevo ministro de economía convocó a paritarias para descomprimir la presión laboral, pero las aguas siguieron revueltas. Conflictos gremiales, paros activos, y puebladas similares al Cordobazo se manifestaban en todo el país. También empezaban a surgir las guerrillas urbanas, como el ERP y Montoneros. En una reunión con los altos mandos castrenses fue consultado por los plazos estimados para la concreción de su mandato y el general respondió:

Es un proceso muy largo. No se puede reestructurar la sociedad en 10 o 20 años.

Muchos hicieron cuentas rápidas y pensaron en 1990, pero Onganía fue más lejos diciendo:

Si es preciso se debe modificar la constitución, se debía pensar en un período transcurrido entre la Revolución de Mayo y la sanción de la constitución Argentina, lo que es equivalentes a 43 años para 2013.

El secuestro y asesinato del teniente general Pedro Eugenio Aramburu por parte de la guerrilla Montoneros, que tuvo lugar el 29 de mayo de 1970, terminó de debilitar su gobierno y el 8 de junio la Junta de Comandantes en Jefe lo depuso.

## Últimas apariciones políticas

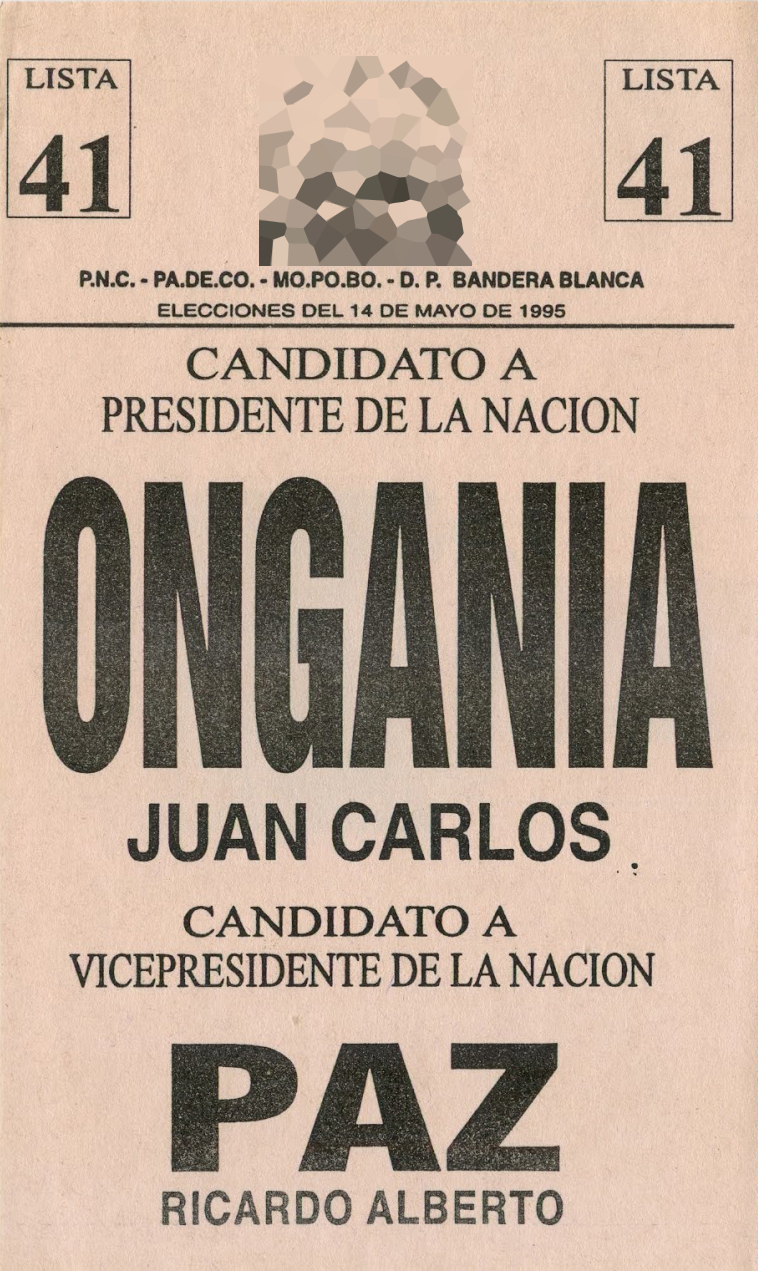
Boleta del FreCoPa durante las elecciones presidenciales de 1995.

Luego que Lanusse reemplazara a Levingston, un mes después Onganía plasmó en un documento su desacuerdo con tal general al declarar:

Desde sus propias filas no dejaron de combatir a la Revolución Argentina. Lanusse tiene la pretensión retransformar a las fuerzas armadas en su brazo armado de una aventura partidista, faccioso y personal. También le niego usar el término Revolución Argentina, privativo de otros proyectos que solo él encarna.

El presidente de facto y la junta restaron importancia a sus dichos. El general decidió retirarse definitivamente a vivir en una estancia bonaerense. En 1989 el Partido Nacionalista Constitucional le propuso ser candidato, pero no llegó a un acuerdo. Para las elecciones de 1995 fue candidato a presidente por el Frente para la Coincidencia Patriótica. Antes de la elección Onganía renunció a la fórmula por cuestiones de salud, aunque su nombre siguió apareciendo en la boleta. 
Falleció a la edad de 81 años el 8 de junio de 1995, mismo día en que se cumplían 25 años de su cese de funciones como presidente de facto.

#### Libros
- Yofre, Juan Bautista (2011). 1982: Los documentos secretos de la guerra de Malvinas/Falklands y el derrumbe del Proceso (2.ª edición). Buenos Aires: Sudamericana. ISBN 978-950-07-3666-4.

#### Publicaciones
- Míguez, María Cecilia (2013). «¿Anticomunistas, antiestatistas, antiperonistas? La “nacionalización” de la doctrina de la seguridad nacional en la Argentina y el golpe de Estado de 1966» (PDF). Revista SAAP 7 (1). ISSN 1666-7883. Consultado el 4 de octubre de 2020.
- Míguez, María Cecilia (2014). «La Sociedad Rural Argentina y el golpe de estado de 1966: el accionar político de una corporación económica» (PDF). Revista Cuadernos de Estudos Sociais e Políticos 3 (6). ISSN 2238-3425. Consultado el 4 de octubre de 2020.
- Morgenfeld, Leandro (2014). «Argentina y Estados Unidos, golpe a golpe (1966-1976)» (PDF). Revista SAAP 8 (2). ISSN 1666-7883. Consultado el 4 de octubre de 2020.